# Ida Craddock
Ida Craddock, född 1857, död 1902, var en amerikansk författare och feminist. Hon är känd för sitt stöd för yttrandefriheten och sitt författarskap kring sexuella frågor, något som ledde till att hon 1902 ställdes inför rätta för obscenitet och dömdes till fängelse. Hon begick självmord strax därpå.